# پلیدسوسمار
پلیدسوسمار (نام علمی: Pravusuchus) نام یک سرده از گیاه‌خزنده‌سانان است.